# جنا ایرین
جنا ایرین (به انگلیسی: Jena Irene) (زاده ۱۳ ژوئیه ۱۹۹۶) خواننده آمریکایی است.
او در فصل سیزدهم امریکن آیدل دوم شد.